# Nadia Toffa
Nadia Toffa (Brescia, 10 giugno 1979 – Brescia, 13 agosto 2019) è stata una conduttrice televisiva e giornalista italiana, nota per il ruolo di inviata e conduttrice del programma televisivo di Italia 1 Le Iene.

## Biografia
Figlia di Margherita Rebuffoni e Maurizio Toffa, aveva due sorelle maggiori, Mara e Silvia. Da ragazza praticò la ginnastica artistica. Dopo aver frequentato il liceo-ginnasio "Arnaldo" a Brescia, studiò lettere con percorso storico-artistico all'Università degli Studi di Firenze, laureandosi con 108/110 dopo aver discusso una tesi dal titolo "Storia della chiave iconografica di San Pietro".

### Carriera televisiva
Apparve la prima volta in televisione all'età di 23 anni su Telesanterno, un'emittente televisiva locale dell'Emilia-Romagna. Prima di iniziare il suo percorso con Le Iene, lavorò per quattro anni per Retebrescia. Nel 2009 diventò un'inviata del programma televisivo Le Iene, registrando numerosi servizi. Tra i più celebri si ricordano quelli sulle truffe compiute da farmacie ai danni del servizio sanitario nazionale (durata tre mesi, dove finì a processo insieme ad altri per presunta diffamazione), sulla proliferazione delle sale slot machine, sullo smaltimento illegale dei rifiuti in Campania per mano della camorra, sul crescente tasso di tumori nel "triangolo della morte" tra Napoli e Caserta, sulla "terra dei veleni" a Crotone e sui problemi ambientali legati all'inquinamento a Taranto.

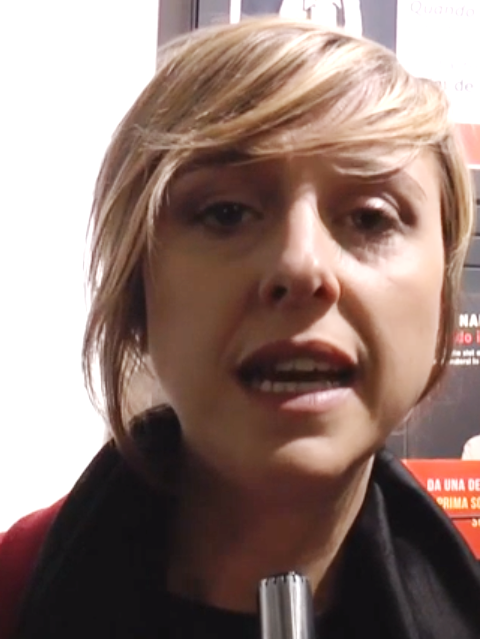
Nadia Toffa durante un'intervista

Il 2 aprile 2014 uscì il suo libro Quando il gioco si fa duro sul fenomeno dell'azzardopatia in Italia. Il 15 aprile 2015 vinse il primo premio nella sezione TV del Premio Internazionale Ischia di Giornalismo. Nell'autunno 2015 debuttò alla conduzione con il talk show di Italia 1 Open Space, ideato dai produttori delle Iene, andato in onda in prima serata per quattro puntate. Inoltre dal 2016 affiancò Pif e Geppi Cucciari alla conduzione di Le Iene, nella puntata infrasettimanale. Nell'autunno del 2016 tornò alla conduzione del programma Le Iene, affiancando nella puntata infrasettimanale Matteo Viviani, Andrea Agresti, Paolo Calabresi e Giulio Golia.
Dal 16 ottobre 2016 condusse la puntata domenicale, affiancando gli stessi colleghi alla conduzione. Il 21 novembre 2017 presentò un servizio su un presunto pericoloso esperimento nucleare tenuto nascosto nel laboratorio del Gran Sasso, servizio smentito e giudicato privo di fondamento dal mondo accademico e da altre fonti. Il 20 febbraio 2018 il comune di Taranto le conferì la cittadinanza onoraria. A giugno 2018 vinse il Premio Luchetta per un reportage, realizzato assieme a Marco Fubini, sulla prostituzione minorile nella periferia di Bari. Dal 30 settembre 2018 al 5 maggio 2019, penultima puntata della stagione, tornò alla conduzione delle Iene Show con Nicola Savino.

### Musica
Nel febbraio 2019 ha scritto e interpretato la canzone Diamante briciola. Nel 2020 è stata diffusa un'altra sua canzone, Donna altalena.

### Malattia e morte
Il 2 dicembre 2017, durante la preparazione di un servizio sulla ferriera di Servola, a Trieste, ebbe un malore e fu ricoverata all'ospedale di Cattinara e successivamente trasferita all’ospedale San Raffaele di Milano; ciò comportò un suo momentaneo allontanamento dalla vita lavorativa. L'11 febbraio 2018 ritornò alla conduzione delle Iene, rivelando che l'assenza era dovuta a un tumore cerebrale. Dichiarò anche di aver seguito i protocolli di radioterapia, chirurgia oncologica e chemioterapia che le erano stati consigliati, affermando con vigore che non c'era nulla di cui vergognarsi, nemmeno nel dover portare una parrucca. 
Il 13 ottobre 2018, ospite del programma televisivo Verissimo, annunciò di essere ancora affetta dal tumore, ricomparso nel marzo dello stesso anno. Aveva nel frattempo pubblicato il suo secondo libro, Fiorire d’inverno. La mia storia, indirizzato a tutti coloro che come lei stavano lottando contro la malattia. A partire da maggio 2019 le sue condizioni di salute avevano iniziato ad aggravarsi, tanto che non fu in grado di partecipare all'ultima puntata domenicale delle Iene in onda il 12 maggio e ad alcuni suoi amici bresciani aveva confessato di sentirsi sempre più debole. Assieme al suo progressivo indebolimento, anche i contatti sui social si resero sempre più sporadici, sebbene avesse sempre raccontato la malattia, condividendone l'evoluzione con il pubblico.
È deceduta la mattina del 13 agosto 2019, a 40 anni, presso la "Casa di cura Domus Salutis" di Brescia, dove era ricoverata da inizio luglio in seguito all'aggravarsi delle sue condizioni di salute. A darne l'annuncio è stata la redazione delle Iene tramite un post su Facebook. Successivamente venne rivelato il parere di alcuni medici secondo cui, nello specifico, Nadia Toffa era affetta da glioblastoma, una neoplasia attualmente inguaribile.
La camera ardente è stata aperta il pomeriggio del giorno stesso nel teatro Santa Chiara di Brescia. I funerali, che si sono tenuti la mattina del 16 agosto presso la Cattedrale di Santa Maria Assunta e trasmessi in diretta televisiva su Rete 4, sono stati celebrati da don Maurizio Patriciello, parroco di Caivano (NA), noto per la sua opera di sensibilizzazione sul problema della terra dei fuochi: era stata la stessa Nadia a chiedergli, in precedenza, di celebrare le sue esequie. Alla cerimonia funebre era presente, inoltre, una rappresentanza dei cittadini di Taranto, in particolare quelli del rione Tamburi, in segno di riconoscenza dopo i numerosi servizi televisivi di Toffa sulle conseguenze dell’inquinamento da parte delle fabbriche Ilva. La salma è stata deposta in una bara bianca per volere della famiglia. Successivamente è stata cremata ad Albosaggia e le sue ceneri riconsegnate ai genitori.

## Omaggi
Dal 13 agosto 2019 e nei giorni immediatamente successivi la sua scomparsa, Mediaset mandò in onda su tutte le reti un breve bumper pubblicitario speciale in suo ricordo; sulle prime note di Here Comes the Sun dei Beatles comparivano quattro scatti fotografici della conduttrice raggiante seguiti da una breve immagine nella quale salutava caldamente il pubblico in studio che l'applaudiva e il breve filmato si concludeva con il saluto "Ciao Nadia" su sfondo nero.
Il 25 settembre 2019, a poco più di un mese dalla morte di Nadia Toffa, a seguito di una petizione online con più di centomila firme è stato deciso che il reparto di oncoematologia pediatrica dell'ospedale "Santissima Annunziata" di Taranto avrebbe portato il suo nome.
Il 1º ottobre 2019, in occasione della prima puntata della 24ª edizione delle Iene, il programma inizia ricordando Nadia Toffa con la presenza di 100 iene, susseguitesi nelle precedenti stagioni e con un video inedito dell'ultimo progetto voluto e realizzato dalla stessa Nadia con la collaborazione di Giorgio Romiti. Inoltre il video di lei che balla in spiaggia al tramonto viene scelta come sigla di chiusura dell'edizione 2019/2020 delle Iene.
Il 28 dello stesso mese, la madre Margherita annuncia l'uscita di un libro voluto e realizzato da Nadia dal titolo Non fate i bravi, uscito il 7 novembre seguente, che raccoglie i pensieri della giornalista scritti negli ultimi mesi di vita.
Il 20 dicembre 2019 il sindaco di Brescia ha consegnato il Grosso d'Oro alla memoria di Nadia Toffa.
Il 13 agosto 2020, nel primo anniversario della sua scomparsa, Le Iene le dedicano uno speciale intitolato Le Iene per Nadia, dove i collaboratori e i colleghi la ricordano prima e durante la malattia.
Le è stato dedicato un murale situato nel quartiere Servola di Trieste, dove Toffa stava realizzando un servizio sulle emissioni della omonima acciaieria prima di avere il malore nel dicembre 2017. Il 13 novembre 2023 le è stata intitolata una nuova piazza con parco giochi a Maruggio (TA).

## La Fondazione
Nel dicembre 2019 per volontà della famiglia nasce la Fondazione Nadia Toffa, che ha come oggetto sociale il dare un aiuto concreto ai soggetti che operano tutti i giorni per migliorare la salute e la vita delle persone più deboli e indifese, perseguendo i valori di solidarietà e ricerca della verità di cui Nadia Toffa è stata simbolo e per i quali si è sempre battuta in vita.

## Programmi televisivi
- Telesanterno (2003, conduttrice in vari programmi)
- Retebrescia (2003-2008, conduttrice in vari programmi)
- Le Iene (Italia 1, 2009-2019, inviata; 2016-2019, conduttrice)
- Open Space (Italia 1, 2015)
- Biagio Antonacci - Vi dedico tutto (Canale 5, 2016)

## Opere letterarie
- Quando il gioco si fa duro. Dalle slot machine alle lotterie di Stato: come difendersi in un Paese travolto dall'azzardomania, Rizzoli, 2014,  p. 250, ISBN 978-88-170-7362-2.
- Fiorire d'inverno. La mia storia, Mondadori, 2018,  p. 144, ISBN 978-88-047-0516-1.
- Non fate i bravi. La testimonianza che ci ha lasciato, 2019, Chiarelettere, pp. 192.
- Ti aspetterò tutta la vita. Pensieri d'amore, 2020, Chiarelettere, pp. 162

## Discografia

### Singoli
- 2019 – Diamante briciola
- 2020 – Donna altalena (postumo)